# Panzerchrist
Panzerchrist é uma banda dinamarquesa de death metal formada entre os anos 1993 e 1994 por Michael Enevoldsen e Lasse Hoile.

## História
O Panzerchrist começou em 1993, mas só em 1994 gravou algumas demos, as quais foram lançadas pelo selo Serious Entertainment. Pouco depois lançaram o álbum Six Seconds Kill em 1996 e Outpost Fort Europa' em 1998, ambos com a gravadora Serious Entertainment.
No ano 2000 une-se ao Panzerchrist o baterista Reno Killerich (ex-Exmortem, Vile) e o vocalista Bo Summer (do Illdisposed) para gravar Soul Collector, no qual foram muito notórias as líricas sobre a segunda guerra mundial. Soul Collector foi lançado através da Mighty Music nesse mesmo ano.
No ano 2002 uniram-se à banda Frederik Ou'Carroll e Rasmus Henriksen e em seguida começaram a trabalhar no álbum Room Service, no qual mostra um som mais rápido e brutal, incluindo também um cover de Metal Church, seu clássico homónimo "Metal Church". Room Service foi gravado no "Antfarm Studios" de Tue Madsen,  bandas como The Haunted, Illdisposed, Mnemic entre outras tem gravado seus materiais. O álbum foi publicado no ano 2003 pela Mighty Music.
No ano 2006 voltaram à banda o baterista Killerich e Karina Bundgaard, agora nos teclados, para gravar o disco Battalion Beast o qual sairia a venda através de Neurotic Records em 2006. Na primavera do 2008, o vocalista Bo Summer foi substituído por outro conhecido simplesmente como "Johnny". Após muito tempo sendo vista como uma banda de estúdio, o Panzerchrist começou a criar planos de se apresentar ao vivo.
 No ano de 2011 o Panzerchrist lançou seu álbum "Regiment Ragnarok" através de Listenable Records.

## Discografia
- Forever panzer demo 1995
- Six Seconds Kill (Serious, 1996)
- Outpost Fort Europa (Serious, 1998)
- Soul Collector (Mighty Music, 2000)
- Room Service (Mighty Music, 2003)
- Battalion Beast (Neurotic Records, 2006)
- Belo 2007 (Recopilatorio, Mighty Music, 2007)
- Himmelfahrtskommando (Recopilatorio, Mighty Music, 2008)
- Regiment Ragnarok (Listenable Records, 2011)[4]

## Integrantes

### Atuais
- Magnus Jørgensen - voz
- Lasse Bak - guitarra, teclado
- Rasmus Henriksen - guitarra
- Michael Enevoldsen - baixo
- Mads Lauridsen - bateria

### Anteriores
- Lasse Hoile - voz
- Bo Summer - voz
- Finn Henriksen - guitarra
- Jes Christensen - guitarra
- Kim Jensen - guitarra
- Rasmus Normand - guitarra
- Michael Kopietz - guitarra
- Jakob Mølbjerg - guitarra
- Frederik Ou'Carroll - guitarra
- Nicolej Brink - baixo
- Karina Bundgaard - baixo, teclado
- Dea Lillelund - teclado
- Michael Pedersen - bateria
- Bent Bisballe Nyeng - bateria
- Reno Kiilerich - bateria
- Lars Hald - bateria
- Morten Løwe Sørensen - bateria